# 调式
调式是若干个以特定順序連接起來的音以一個主音為中心形成的集合。这些音互相之间具有某种特定的音程关系，并在调式中担任不同的角色。调式是决定音乐风格最重要的因素之一。调式和调性結合，决定了該段音乐所用的调。将调式中的所有的音从主音开始，按照音高从低到高排成一列，就是该调式的音阶。
调式的种类繁多，不仅是构成调式的音的关系不同，连数目也有所区别，世界各国遍用的大调式、小调式和民族调式。否定調式的音樂稱為無調性音樂。

## 分类
按照包含主音向上大三度还是小三度的音，绝大多数调式可以分为大调式和小调式两大类。

### 大调式
大调式是由七个音构成的，它的主音与第三级音之间的关系是大三度关系，它的稳定音构成一个大三和弦，这就是大调式。大调式的色彩是明朗的和辉煌的，这就是大调式的特征。
大调式一共有三种，自然大调，和声大调和旋律大调。
- 自然大调：由七个音来构成，音程结构是「大二度−大二度−小二度−大二度−大二度−大二度−小二度」。这样的音程关系也是由两组相同的四声音阶结合而构成的，然后中间用一个大二度分开。可见无论是由什么音开始，只要是主音到高八度的主音内，第 Ⅲ 级音到第 Ⅳ 级音是小二度，第 Ⅶ 级音到第一级音是小二度，其余几级相邻的音都是大二度，只要符合这种结构的音阶，都是属于这同一声调式，如从 D 开始做主音的，叫 D 自然大调式，从 G 开始做主音的叫 G 自然大调式。在调式音阶里，主音（Ⅰ级音）下属音（Ⅳ 级音）和属音（Ⅴ 级音）是非常重要的，因此也称他们为“正音级”，其它 Ⅱ、Ⅲ、Ⅵ、Ⅶ 都称副音级，在这些音级里 Ⅰ、Ⅲ、Ⅴ 级音是稳定音，其中Ⅰ级音也就是主音最为稳定。

- 和声大调：把自然大调的第 Ⅵ 级音降低半个音，即是“和声大调”。
- 旋律大调：把自然大调的第 Ⅵ 级，第 Ⅶ 级音都降低半个音，这就叫做“旋律大调”。

### 小调式
小调式同样也是由七个音来构成的。小调的主音与 Ⅲ 级音之间的关系是小三度，因此小调的调性有一种柔和的感觉并带一些暗淡的色彩。这是小调的特征。
同大调一样，有三种调式，自然小调，和声小调及旋律小调。
- 自然小调与自然大调一样，同样在一个八度之内的每一个音都可以构成自然小调。自然小调是由自然大调式转化而来的。但它是完全独立的调式，同样是由七个音组成，音程结构是「大二度−小二度−大二度−大二度−小二度−大二度−大二度」，它的 Ⅰ、Ⅲ、Ⅴ 级音也都是稳定音，但是它的 Ⅶ 级音到主音，也就是导音到主音不是小二度关系，由此也与大调有所区别。
- 和声小调：把自然小调的 Ⅶ 级音升高半音，叫做“和声小调”。
- 旋律小调：把自然小调的第 Ⅵ 和 Ⅶ 级都升高半音，叫做“旋律小调”。

### 五声调式
五声调式是以纯五度的音程关系来排列的，由五个音所构成的调式，叫作五声调式。在中国音乐和汉文化圈音乐传统里，这五个音的名称分别是：宫、徴、商、羽、角。将这五个音移在一个八度内，它们名称的顺序是：宫、商、角、徴、羽。
五声调式有下面几种：   
1. 以宫音为主音的调式称为“宫调式”：C-D-E-G-A-C（設宮音為C，下同）
2. 以商音为主音的调式称为“商调式”：D-E-G-A-C-D
3. 以角音为主音的调式称为“角调式”：E-G-A-C-D-E
4. 以徴音为主音的调式称为“徴调式”：G-A-C-D-E-G
5. 以羽音为主音的调式称为“羽调式”：A-C-D-E-G-A

在五声音阶里，每一个音都可以成为主音，因此在每个调式的前面必须把主音的音高位置标出来，比如：以 A 做主音的宫调式，称为“A 宫调式”，F 做主音的角调式称为“F 角调式”。
在“角”和“徴”間加入“變徴”，在“羽”和“宮”間加入“變宮”就會變成七声调式。
此外，五聲音階中可以以“偏音”的形式出現“清角（F）”、“變宮（B）”、“變徴（♯F）”、“閏（♭B）”。

### 古希臘調式
古希臘調式溯自古希臘《荷馬時代》以後的音樂，在歐洲各地不同的生活璟境中，各自產生了不同的抒情詩，這些抒情詩用各具不同地區特色的歌調唱出。

古代希臘的調式，就是從這些歌調中產生。由於各地區的歌調都有各自不同的風格，所以所整理出來的音樂結構，便具有獨特的音樂色彩，呈示出各種不同結構的調式組織。

希臘的音樂是四聲（Tetrachord），而且是下行式的，所以構成的調式音階也是下行的。在當時的音樂裡，只存在四種調式，並以該地區的名稱作為調式的名稱：
Dorian（多利亚调式）
結構是（下行）：E - D - C - B - A - G - F - E
Phrygian（弗里几亚调式）
結構是（下行）：D - C - B - A - G - F - E - D
Lydian（利底亚调式）
結構是（下行）：C - B - A - G - F - E - D - C
Mixo-lydian（混合利底亚调式）
結構是（下行）：B - A - G - F - E - D - C - B
值得注意的是下行音階的下四音才是構成調式的核心音，上四音只是核心音同結構的延伸音排列。所以主音是下四聲的第一個音，屬音是下四聲第四個音。

另外Mixo-lydian調式的核心四音並非音階的下四音，仍然是Lydian的下四音，只不過其第一個主要音下移一個音成為主音再延伸排列而得。

### 中古教會調式
西方中古教會調式由七個類似於大調、小調的調式所組成。

自然大调的调式音阶可以看做由 C 大调的 7 个构成音，各自向上进行到高八度的音构成的 7 个音阶。

這些調式的名稱源自古希臘的調式名稱，但結構不同。
Ionian（伊奥尼亚调式）
也称为自然大调，自然大调的 I 级音阶，由 C 大调的 C 进行到高八度的 C，构成音分别为：1 2 3 4 5 6 7 1
Dorian（多利亚调式）
自然大调的 II 级音阶，由 C 大调的 D 进行到高八度的 D，构成音分别为：1 2 ♭3 4 5 6 ♭7 1
Phrygian（弗里几亚调式）
自然大调的 III 级音阶，由 C 大调的 E 进行到高八度的 E，构成音分别为：1 ♭2 ♭3 4 5 ♭6 ♭7 1
Lydian（利底亚调式）
自然大调的 IV 级音阶，由 C 大调的 F 进行到高八度的 F，构成音分别为：1 2 3 ♯4 5 6 7 1
Mixo-lydian（混合利底亚调式）
自然大调的 V 级音阶，由 C 大调的 G 进行到高八度的 G，构成音分别为：1 2 3 4 5 6 ♭7 1
Aeolian（爱奥利亚调式）
也称为自然小调，自然大调的 VI 级音阶，由 C 大调的 A 进行到高八度的 A，构成音分别为：1 2 ♭3 4 5 ♭6 ♭7 1
Locrian（洛克里亚调式）
自然大调的 VII 级音阶，由 C 大调的 B 进行到高八度的 B，构成音分别为：1 ♭2 ♭3 4 ♭5 ♭6 ♭7 1

### 日本傳統調式
呂旋法（りょせんぽう）
律旋法（りつせんぽう）
陰旋法（いんせんぽう）又稱都節（みやこぶし）
陽旋法（ようせんぽう）又稱田舎（いなかぶし）
琉球音階（りゅうきゅうおんかい）